# Плотные контакты

Схема строения плотного контакта

Пло́тные конта́кты (англ. tight junctions) — запирающие межклеточные контакты, присущие клеткам позвоночных животных, в составе которых мембраны соседних клеток максимально сближены и «сшиты» специализированными белками клаудинами и окклюдинами. Распространены в эпителиальных тканях, где составляют наиболее апикальную часть (лат. zonula occludens) комплекса контактов между клетками, в который входят адгезионные контакты и десмосомы. Плотные контакты построены из нескольких лент, опоясывающих клетку, которые, пересекаясь между собой, образуют сетевидную связь. С цитоплазматической стороны ассоциированы с актиновыми филаментами.
Эпителиальные ткани выполняют барьерную и транспортную функции, для этого они должны быть способны пропускать одни вещества и задерживать другие. Такую выборочную проницаемость успешно обеспечивают клеточные мембраны, однако между клетками остаются промежутки, через которые может проходить так называемый парацеллюлярный (параклеточный) транспорт. Роль плотных контактов заключается в том, чтобы ограничивать и регулировать параклеточную диффузию: они предотвращают протекание тканевой жидкости через эпителий, но при необходимости могут быть проницаемыми для ионов, небольших гидрофильных молекул и даже макромолекул. Также плотные контакты выполняют так называемую функцию «ограждения», они предотвращают диффузию компонентов мембраны в её внешнем слое, благодаря чему поддерживается разница в составе апикальной и базолатеральной мембран. Плотные контакты задействованы в сигнальных путях, регулирующих пролиферацию, поляризацию и дифференциацию эпителиальных клеток.
Аналогом плотных контактов у беспозвоночных являются септированные контакты.

## Строение и молекулярный состав

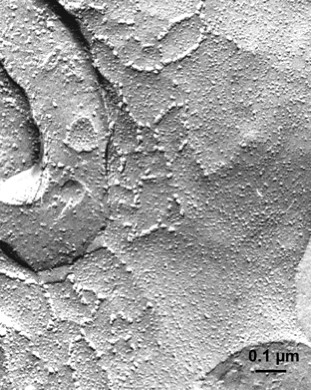
Фотография препарата плотного контакта, полученного методом замораживания-скалывания (ПЭМ)

Плотные контакты состоят из тонких лент, пересекающихся между собой, которые полностью опоясывают клетку и контактируют с аналогичными лентами на соседних клетках. На электронных микрофотографиях заметно, что в участках плотных контактов мембраны соприкасаются одна с другой или даже сливаются. Комбинация метода замораживания-скалывания с электронной микроскопией с высоким разрешением позволила установить, что плёнки плотных контактов построены из белковых частиц диаметром 3—4 нм, которые выступают с обеих поверхностей мембраны. Также в пользу того, что в образовании плотных контактов ключевую роль играют белки, свидетельствует разделение клеток под действием протеолитического фермента трипсина.
Всего в состав плотных контактов входит около 40 различных белков, как мембранных, так и цитоплазматических. Последние необходимы для прикрепления актиновых филаментов, регуляции и передачи сигнала.

### Мембранные белки
Мембранные белки плотных контактов можно разделить на две группы: те, которые пересекают мембрану 4 раза, и те, которые пересекают её только раз. Первая группа очень обширная, в неё входят белки клаудины, окклюдины и трицеллюлин. Они имеют общие черты строения, в частности, в них имеются четыре α-спиральных трасмембранных домена, N- и С-концы обращены к цитозолю, а домены, выступающие в межклеточное пространство, участвуют в гомо- или гетерофильных взаимодействиях с подобными белками на соседней клетке.
Основными белками плотных контактов являются клаудины. Их роль была продемонстрирована на примере мышей с нокаутом гена клаудина-1, — в эпидермисе таких животных не формируются плотные контакты и они погибают в течение дня после рождения из-за обезвоживания вследствие интенсивного испарения. Клаудины также участвуют в формировании селективных каналов для транспорта ионов. В геноме человека есть гены по крайней мере 24 различных клаудинов, экспрессия которых происходит тканеспецифично.
Второе место по распространенности в плотных контактах занимают белки окклюдины (от лат. occludo — закрывать), они регулируют транспорт маленьких гидрофильных молекул и прохождение нейтрофилов через эпителий. Наибольшие концентрации третьего белка — трицеллюлина — наблюдаются в местах контакта трех клеток.
К белкам плотных контактов, пересекающим мембрану один раз, относятся JAM-A, -B, -C и -D (англ. junctional adhesion molecules) и родственные им CAR (англ. coxsackievirus and adenovirus receptor), CLMP (англ. CAR-like membrane protein) и ESAM (англ. endothelial-cell selective adhesion molecule), имеющие по два иммуноглобулиновых домена, а также белки CRB3 (англ. Crumbs homologue 3) и BVES.

### Цитоплазматические белки
Цитоплазматическая часть плотных контактов необходима для их присоединения к актиновым филаментам, регуляции сцепления клеток и параклеточного транспорта, а также для передачи сигналов от поверхности внутрь клетки. В её состав входят адаптерные, каркасные и цитоскелетные белки, а также элементы сигнальных путей (киназы, фосфатазы). Наиболее изучен белок цитоплазматической пластинки ZO-1, он имеет несколько доменов, участвующих в белок-белковых взаимодействиях, каждый из которых обеспечивает контакт с другими компонентами. Так, три PDZ-домена взаимодействуют с клаудинами и другими адаптерными белками — ZO-2 и ZO-3, GUK-домен (англ. guanylate kinase homology) — с окклюдинами, а SH3-домен — с сигнальными белками.
С цитоплазматической стороной плотных контактов также ассоциированы комплексы белков PARD3/PAR6 и Pals1/PATJ, необходимые для установления полярности клеток и морфогенеза эпителия.

## Функции
Первые исследования функций плотных контактов привели к представлению, что это статические непроницаемые структуры, необходимые для того, чтобы ограничить диффузию веществ между клетками. Впоследствии было выяснено, что они избирательно проницаемы, к тому же, их пропускная способность отличается в различных тканях и может регулироваться. Также установлена ещё одна функция плотных контактов: роль в поддержании полярности клеток путём ограничения диффузии липидов и белков во внешнем слое плазматической мембраны. В первом десятилетии XXI века также накоплены данные, свидетельствующие об участии этих структур в сигнальных путях, в частности, регулирующих пролиферацию и полярность клеток.

### Регулирование парацеллюлярного транспорта
Непроницаемость плотных контактов для большинства водорастворимых соединений может быть продемонстрирована в опыте по введению гидроксида лантана (электронно-плотный коллоидный раствор) в кровеносные сосуды поджелудочной железы. Через несколько минут после инъекции ацинарные клетки фиксируются, и из них готовятся препараты для микроскопии. В таком случае можно наблюдать, что гидроксид лантана диффундирует из крови в пространство между латеральными поверхностями клеток, но не может проникнуть через плотные контакты в их верхней части. Другие опыты показали, что плотные контакты также непроницаемы для солей. Например, при выращивании культуры клеток почек собаки MDCK (англ. Madin-Darby canine kidney) в среде с очень низкой концентрацией кальция клетки формируют монослой, однако не связаны друг с другом плотными контактами. Через такой монослой могут свободно двигаться соли и жидкости. Если культуре добавить кальция, то за час формируются плотные контакты, и слой становится непроницаемым для жидкостей.
Однако не во всех тканях плотные контакты полностью непроницаемы, существуют так называемые неплотные эпителии (англ. leaky epithelia). Например, эпителий тонкого кишечника пропускает в 1000 раз больше ионов Na+, чем эпителий канальцев почек. Ионы проникают через параклеточные поры диаметром 4 Å, селективные по заряду и размеру частиц, которые формируются белками клаудинами. Поскольку эпителии различных органов эксрессируют разные наборы клаудинов, то отличается и их проницаемость для ионов. Например, специфический клаудин, присутствуюий только в почках, позволяет проходить ионам магния в процессе реабсорбции.
Межклеточное пространство эпителия может быть проницаемым и для больших частиц, например, при повторении упомянутого опыта с гидроксидом лантана на ткани эпителия тонкого кишечника кролика можно наблюдать прохождение коллоидных частиц между клетками. Крупные молекулы транспортируются через специальные пути утечки (англ. leak pathway) диаметром более 60 Å. Это важно, например, для процессов всасывания аминокислот и моносахаридов, концентрация которых в тонком кишечнике возрастает после еды достаточно для их пассивного транспорта.

### Поддержание различия между апикальной и базолатеральной мембранами
Если в среду, контактирующую с апикальной частью монослоя MDCK-клеток, добавить липосомы, содержащие флуоресцентно меченные гликопротеины, некоторые из них спонтанно сливаются с клеточными мембранами. После этого флуоресценцию можно обнаружить в апикальной, но не в базолатеральной части клеток при условии целостности плотных контактов. Если же их разрушить, удалив из среды кальций, флуоресцентные белки диффундируют и равномерно распределяются по всей поверхности клетки.
Цитозольный слой мембраны имеет одинаковый липидный состав, как в апикальном, так и в базолатеральном участках, эти липиды могут свободно диффундировать. С другой стороны, липиды внеклеточного слоя двух частей клетки существенно различаются, и обмену между ними препятствуют плотные контакты. Например, все гликолипиды, как и белки, заякоренные гликозилфосфатидилинозитолом, в мембранах MDCK клеток расположены исключительно в внеклеточном слое апикальной части, а фосфатидилхолин — почти исключительно в базолатеральной части.

## Болезни, связанные с плотными контактами
С нарушением формирования плотных контактов связаны некоторые наследственные заболевания человека, например, мутации в генах клаудина-16 и клаудина-19, которые приводят к гипомагниемии вследствие чрезмерной потери магния с мочой. Мутации в генах клаудина-13 и трицеллюлина вызывают наследственную глухоту. Дисрегуляция некоторых белков плотных контактов связана с онкологическими заболеваниями, например, экспрессия ZO-1 и ZO-2 снижается во многих типах рака. Компоненты плотных контактов также могут быть мишенями для онкогенных вирусов.
Некоторые вирусы используют мембранные белки плотных контактов для проникновения в клетку, в частности, клаудин-1 является корецептором для вируса гепатита C. Другие вирусы присоединяются к белкам плотных контактов, чтобы разрушить барьер, отделяющий их от настоящих рецепторов на базолатеральной слое эпителиальных клеток или неэпителиальных клетках.
Плотные контакты могут быть мишенью и для бактериальных патогенов, например, Clostridium perfringens — возбудитель газовой гангрены — выделяет энтеротоксин, действующий на внеклеточные домены клаудинов и окклюдинов, и вызывает протечки эпителия. Helicobacter pylori — возбудитель гастрита — вводит в клетки белок CagA, взаимодействующий с комплексом ZO-1-JAM-A; считается, что это помогает бактерии преодолеть защитный барьер желудочного эпителия.